# Ндунгуиди, Даниэл
Даниэл Ндунгуиди Гонсалвеш (порт. Daniel Ndunguidi Gonçalves; род. 13 октября 1956, Буко-Зау, Кабинда) — ангольский футболист, правый атакующий полузащитник; тренер. Играл за сборную Анголы.

## Биография
Даниэл Ндунгуиди родился 13 октября 1956 года в ангольском городе Буко-Зау.
Играл в футбол на позиции правого атакующего полузащитника. В 1977—1990 годах выступал за «Примейру ди Агошту» из Луанды, в составе которой трижды выигрывал чемпионат Анголы (1979—1981), трижды был серебряным (1982—1983, 1987) и бронзовым (1988—1990) призёром, дважды побеждал в Кубке Анголы (1984, 1990).
В 1978—1991 годах провёл за сборную Анголы 44 матча, забил 9 мячей. Дебютный поединок сыграл 17 октября 1978 года в Нуэва-Хероне против сборной Кубы (2:1).
После окончания игровой карьеры стал тренером. Возглавлял «Примейру ди Агошту», в 1998—1999 годах выигрывал с ней чемпионат Анголы.
В 2013 году был советником президента «Примейру ди Агошту».

## Достижения

### В качестве игрока
«Примейру ди Агошту»
- Чемпион Анголы (3): 1979, 1980, 1981.
- Серебряный призёр чемпионата Анголы (3): 1982, 1983, 1987.
- Бронзовый призёр чемпионата Анголы (3): 1988, 1989, 1990.
- Обладатель Кубка Анголы (2): 1984, 1990.

### В качестве тренера
«Примейру ди Агошту»
- Чемпион Анголы (2): 1998, 1999.